# إليزابيث كون (متزلجة فنية)
إليزابيث كون (بالإنجليزية: Elizabeth Kwon)‏ هي متزلجة فنية أمريكية، ولدت في 1986.